# Dichorisandra
Dichorisandra es un género de plantas con flores, perteneciente a la familia Commelinaceae. Su especie más conocida es  Dichorisandra thyrsiflora. Es muy popular como planta ornamental.  Comprende 65 especies descritas y de estas, solo 39  aceptadas.

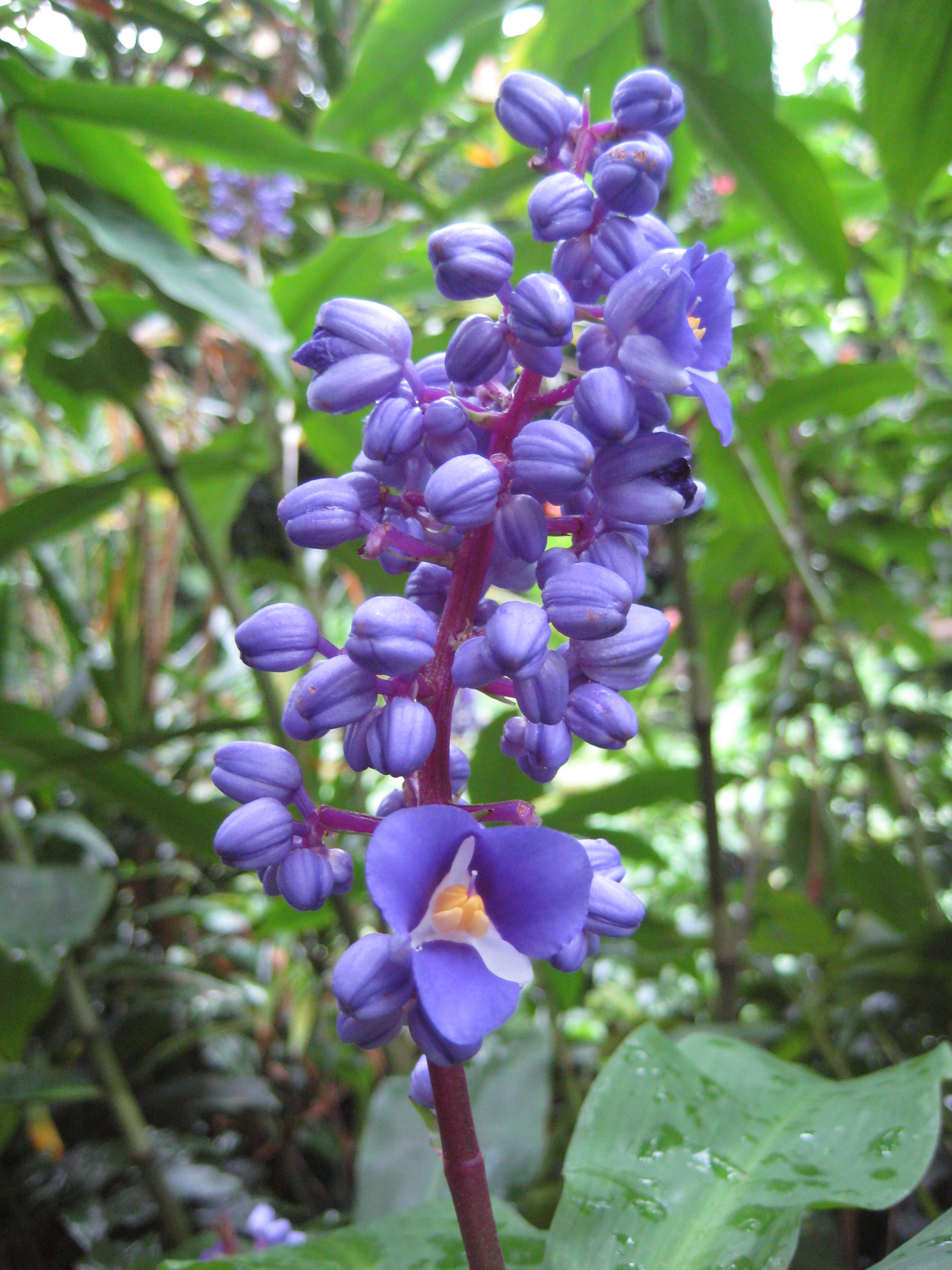
Dichorisandra thyrsiflora

## Descripción
Son hierbas perennes robustas, erectas o raramente escandentes subacaules emergiendo de una base cortamente rizomatosa. Hojas dispuestas en espiral o más o menos en 2 hileras, relativamente anchas y delgadas. Inflorescencias terminales o raramente tirsos racemiformes axilares. Flores bisexuales, zigomorfas; sépalos 3, libres, desiguales, los superiores longicuculados, a menudo coloreados como los pétalos; pétalos 3, libres o corta e indirectamente unidos a la base por la fusión con los filamentos de los estambres antisépalos, azul-violeta y a menudo blancos hacia la base, o completamente blancos, glabros; estambres 6-5, subiguales, o los 2 verticilos más o menos desiguales; filamentos glabros; anteras contiguas, angostamente oblongas, abriéndose por poros apicales; ovario 3-locular; óvulos varios por lóculo; estigma puntiforme. Fruto una cápsula; semillas cubiertas con un falso arilo carnoso anaranjado o rojo (parte del integumento externo en el desarrollo).

## Taxonomía
El género fue descrito por Joseph Gottfried Mikan y publicado en Delectus Florae et Faunae Brasiliensis pl. 3. 1820. La especie tipo es: Dichorisandra thyrsiflora

## Especies aceptadas
A continuación se brinda un listado de las especies del género Dichorisandra aceptadas hasta noviembre de 2013, ordenadas alfabéticamente. Para cada una se indica el nombre binomial seguido del autor, abreviado según las convenciones y usos.
- Dichorisandra acaulis Cogn. (1894)
- Dichorisandra alba Seub. & Warm. (1872)
- Dichorisandra amabilis J.R.Grant (2000)
- Dichorisandra angustifolia L.Linden & Rodigas (1892)
- Dichorisandra begoniifolia Kunth (1843)
- Dichorisandra bonitana Philipson (1956)
- Dichorisandra densiflora Ule (1908 publ. 1909)
- Dichorisandra diederichsanae Steyerm. (1973)
- Dichorisandra fluminensis Brade (1957)
- Dichorisandra foliosa Kunth (1843)
- Dichorisandra gaudichaudiana Kunth (1843)
- Dichorisandra glaziovii Taub. (1890)
- Dichorisandra gracilis Nees & Mart. (1823)
- Dichorisandra hexandra (Aubl.) Standl. (1925)
- Dichorisandra hirtella Mart. (1830)
- Dichorisandra incurva Mart. (1830)
- Dichorisandra interrupta Mart. (1830)
- Dichorisandra leucophthalmos Hook. (1853)
- Dichorisandra macrophylla Gleason (1932)
- Dichorisandra micans C.B.Clarke (1881)
- Dichorisandra mosaica Linden ex K.Koch (1866)
- Dichorisandra neglecta Brade (1957)
- Dichorisandra oxypetala Hook. (1827)
- Dichorisandra paranaensis D.Maia, Cervi & Tardivo (2006)
- Dichorisandra penduliflora Kunth (1843)
- Dichorisandra perforans C.B.Clarke (1881)
- Dichorisandra picta Lodd. (1831)
- Dichorisandra procera Mart. (1830)
- Dichorisandra puberula Nees & Mart. (1823)
- Dichorisandra pubescens Mart. (1830)
- Dichorisandra radicalis Nees & Mart. (1823)
- Dichorisandra reginae (L.Linden & Rodigas) H.E.Moore (1957)
- Dichorisandra rhizophya Mart. (1830)
- Dichorisandra saundersii Hook.f. (1875)
- Dichorisandra tenuior Mart. (1830)
- Dichorisandra thyrsiflora J.C.Mikan (1820)
- Dichorisandra ulei J.F.Macbr., (1931)
- Dichorisandra villosula Mart. (1830)